# Severin Leopoldus Løvenskiold
 Der er flere personer med dette navn, se Severin Løvenskiold (flertydig).
Severin (Søren) Leopoldus lensbaron Løvenskiold (31. december 1719 på Bjørntvet – 9. april 1776 på Løvenborg) var en dansk godsejer og en af bygherrerne for Amalienborgpalæerne.
Severin Leopoldus, søn af konferensråd Herman Løvenskiold (1677-1750), optoges 1739 ved sin faders nobilitation i adelstanden, stod 1738-1745 som løjtnant reformé i Fodgarden, blev 1743 justitsråd og 1744 konferensråd. Ved sin faders død arvede Løvenskiold Aggersvold, hvor han hidtil havde boet, Birkholm samt i Norge Holden Jernværk og Ulefos. 1750 opførte han et palæ (Frederik VI's) på Amalienborg, hvilket foranledigede ham til at sælge Ulefos; palæet afhændede han også snart til enkegrevinde Anna Sophie Schack.
1766 oprettede Løvenskiold af Birkholm, der herefter kaldtes Løvenborg, og Vognstrup, som han havde købt efter at have solgt Aggersvold, stamhuset Løvenborg, der 25. november 1773 ophøjedes til et baroni; 22. april samme år var han selv blevet optaget i friherrestanden. 1759 havde han fået Dannebrogordenen. Han døde 9. april 1776 på Løvenborg, hvor hans virksomhed satte varige spor ved de mange kostbare forandringer og forskønnelser, han foretog, især med hensyn til haveanlæg og beplantninger. Han havde giftet sig 9. maj 1749 med Magdalene Charlotte Hedevig Numsen (27. februar 1731 – 10. maj 1795), datter af gehejmeråd Michael Numsen.